# Łapinóż (Nidzica)
Łapinóż (deutsch Lapienus) ist ein nicht mehr existenter Ort in der polnischen Woiwodschaft Ermland-Masuren. Seine Ortsstelle liegt im Gebiet der Gmina Nidzica (Stadt- und Landgemeinde Neidenburg) im Powiat Nidzicki (Kreis Neidenburg).
Die Ortsstelle von Łapinóż befindet sich im Südwesten der Woiwodschaft Ermland-Masuren, sieben Kilometer nordwestlich der Kreisstadt Nidzica (deutsch Neidenburg).
Der vor 1785 Lappienus genannte kleine Ort bestand lediglich aus zwei kleinen Gehöften. Es handelte sich um einen Wohnplatz in der Gemeinde Salusken (1938 bis 1945 Kniprode, polnisch Załuski) im ostpreußischen Kreis Neidenburg, der im Jahre 1905 lediglich sieben Einwohner aufwies.
Nach der Überstellung des südlichen Ostpreußen 1945 in Kriegsfolge an Polen erhielt der Ort Lapienus die polnische Namensform „Łapinóż“. Doch er scheint wohl nicht mehr besiedelt worden zu sein. Er wird auch nicht mehr offiziell erwähnt und dürfte in Załuski aufgegangen oder aber gänzlich untergegangen sein.
Bis 1945 war Lapienus über die Muttergemeinde Salusken/Kniprode in die Evangelische Pfarrkirche Neidenburg bzw. in die Katholische Pfarrkirche Neidenburg eingegliedert.
Łapinóż ist über einen Landweg von Załuski aus erreichbar. Es finden sich wohl noch einige Gebäudereste.